# Landgericht Raitenbuch
Das Landgericht Raitenbuch war ein von 1806 bis 1812 bestehendes bayerisches Landgericht älterer Ordnung mit Sitz in Raitenbuch im heutigen Landkreis Weißenburg-Gunzenhausen. Die Landgerichte waren im Königreich Bayern Gerichts- und Verwaltungsbehörden, die 1862 in administrativer Hinsicht von den Bezirksämtern und 1879 in juristischer Hinsicht von den Amtsgerichten abgelöst wurden.
Im Jahr 1803 wurde im Verlauf der Verwaltungsneugliederung Bayerns das Landgericht Raitenbuch errichtet. Dieses kam zum neu gegründeten Altmühlkreis mit der Hauptstadt Eichstätt und 1810 zum Oberdonaukreis. Im Jahr 1812 wurde das Landgericht nach Greding verlegt.